# Ardisia zenkeri
Ardisia zenkeri är en viveväxtart som beskrevs av Ernest Friedrich Gilg. Ardisia zenkeri ingår i släktet Ardisia och familjen viveväxter. Inga underarter finns listade i Catalogue of Life.